# Леонтьев, Алексей Леонтьевич
Алексей Леонтьевич Лео́нтьев (1716, Москва — 12 [23] мая 1786 или 23 мая 1786, Санкт-Петербург) — русский синолог, один из основателей российского китаеведения.

## Жизнь и труды
Родился в семье священника, окончил Заиконоспасскую академию в Москве. В 1739 г. был зачислен в штат Коллегии иностранных дел (в Москве). Китайский и маньчжурский языки осваивал у наставника Фёдора Джога — крещёного китайца. В 1743—1756 гг. — студент Российской духовной миссии в Пекине, занимал также должность штатного переводчика миссии.
По возвращении в Петербург был пожалован чином поручика и зачислен в штат Коллегии иностранных дел в должности переводчика. В 1757 указом Сената ему был поручен перевод для Академии наук многотомной «Китайской истории». Совместно с И. К. Россохиным перевёл «Обстоятельное описание происхождения и состояния маньджурского народа и войска, в осьми знаменах состоящего», опубликованное только в 1784 г. (Леонтьеву принадлежит перевод томов 4 — 5, 9 — 16).
В 1762 г. был произведен «секретарем капитанского рангу», а в 1767 вновь отправился в Пекин с посольством И. И. Кропотова для переговоров по ряду спорных вопросов, в том числе о возобновлении торговли. В 1770 он становится «секретарем майорского рангу», в 1779 получает чин надворного советника.

### Переводы
Единственный русский синолог XVIII в., оказавший заметное влияние на интеллектуальную деятельность современников. Перевёл на русский язык более 20 китайских и маньчжурских сочинений. Расцвет переводческой деятельности относится к 1770-м гг., хотя свои первые переводы Леонтьев напечатал уже в 1764 в журнале «Ежемесячные сочинения» (декабрь): «Надпись, сделанная на камне иудейским монахом Гингием в 781 г.», и «Иезуитская челобитная о гонении христиан в одной из китайских губерний в 1692». В 1770 выступил в журналах Н. И. Новикова с переводами статей, в которых говорилось о просвещенном государе, мудром законодателе: «Чензыя, китайского философа совет, данный его государю» («Трутень»; подписанное «Не знаю кто») и «Завещание Юнджена, китайского хана, к его сыну» («Пустомеля»; без указания переводчика). Последнее вошло в составленный Леонтьевым сборник поучений императора Юнчжена «Китайские мысли…» (1772; 2-е изд. 1775; 3-е изд., доп. 1786).
Двумя изданиями (1771 и 1772) в переводе Леонтьева вышла книга «Депей-китаец», содержащая толкование философских положений Мэн-цзы. Ему также принадлежат переводы книги «Ге янь, то есть умные речи» (1776; 2-е изд. 1779), «Китайское уложение» (1778—1779. Ч. 1—2).
Важным вкладом Леонтьева был перевод этико-политических произведений конфуцианской литературы «Да хио, то есть Учение великое» и «Джун юн, то есть Закон непреложный», изданных под общим загл. «Сы Шу Гей» (1780—1784. Кн. 1—2).
По личному распоряжению Екатерины II Леонтьев перевел также «Тай-Цин гурунь и Ухери коли, то есть все законы и установления китайского (а ныне маньжурского) правительства» (1781—1783. Т. 1—3) и «Букварь китайский» (1779).

### Научные взгляды
Леонтьев впервые познакомил русского читателя с основными категориями китайской философии. Сближал ценностные и догматические установки конфуцианства и христианства. Выбор материалов для перевода указывает на крайне доброжелательное отношение Леонтьева к китайской культуре, он стремился отыскать в ней положительные примеры для современников и точки соприкосновения с христианским учением.